# Мадам Гидра
Гадюка (англ. Viper), ранее известна как Мадам Гидра (англ. Madame Hydra), настоящее имя Офелия Саркисян (англ. Ophelia Sarkissian) — персонаж Marvel Comics, является противником Мстителей, Щ.И.Т.а, Людей Икс и архиврагом Женщины Паук (Джессика Дрю).
Персонаж был создан Джимом Стеранко и впервые появилась в комиксе «Капитан Америка» № 110 (февраль 1969).

## Биография
Рано осиротела и выросла в Венгрии.

## Силы и способности
Гадюка не обладает сверхчеловеческими способностями, но её физические характеристики: сила, выносливость, ловкость, скорость, рефлексы, находятся на пике человеческих возможностей. Она является прекрасной мечницей и мастером боевых искусств.
Как правило, Гадюка использует разнообразное отравленное оружие на основе змеиных мотивов: дротики, искусственные когти и другое.
Гадюка — непревзойдённый мастер интриг. У неё огромный опыт в управлении преступными организациями, прекрасные стратегические и тактические способности. Она является одним из самых лучших в мире шпионов.

## Альтернативные версии

### Век Апокалипсиса
В этой тёмной реальности, Гадюка была замужем за Серебряным Самураем, вместе с мужем они пробивались с островов Японии через Орды Апокалипсиса. Гадюка была убита, спасая жизнь Самураю. Её смерть позже заставила Серебряного Самурая принять предложение Магнето присоединиться к Людям Икс.

### Ultimate
Во вселенной Ultimate Marvel Гадюка появляется в комиксе Ultimatum: Spider-Man Requiem вместе с организацией Гидра. Она атакует офис Тони Старка для того, чтобы получить доспехи Железного человека, но поражена им же с поддержкой Человека-паука, и затем была взята под стражу организацией Щ.И.Т.

## Вне комиксов

### Телевидение
- В мультсериале «Люди Икс: Эволюция» Мадам Гидра является одним из врагов «Людей Икс.»
- Также Мадам Гидра появлялась в мультсериале «Мстители: Могучие герои Земли».
- В 4 сезоне телесериала Агенты Щ.И.Т., в виртуальной реальности "Скелет" Мадам Гидра является версией робота АИДы в исполнении Мэллори Дженсен.

### Фильмы

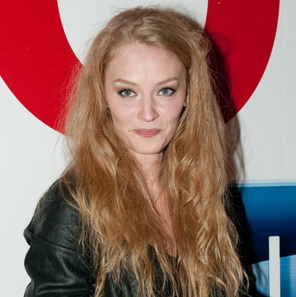
Светлана Ходченкова — исполнительница роли Гадюки в фильме «Росомаха: Бессмертный»

В фильме «Ник Фьюри: Агент Щ.И.Т.» роль Гадюки сыграла Сандра Хесс. Здесь её зовут Андреа фон Штрукер, и она является дочерью суперзлодея Вольфганга фон Штрукера.
Российская актриса кино и театра Светлана Ходченкова сыграла роль Гадюки в фильме «Росомаха: Бессмертный». Эта версия значительно отличается от комиксовой: её зовут Виктория Грин, она здесь не агент Гидры, а мутант со сверхспособностями. В фильме Гадюка является главным противником Росомахи. Известно, что она совмещает биохимию и метафизику, яды — её специализация. Убита напарницей Росомахи — Юкио. Ранее на роль рассматривалась Джессика Бил, но она отказалась.

### Видеоигры
В компьютерной игре «Captain America: Super Soldier» персонаж был озвучен Одри Василевски.